# Бри (Горњи Алпи)
Бри (фр. Bruis) насеље је и општина у Француској у региону Прованса-Алпи-Азурна обала, у департману Горњи Алпи која припада префектури Гап.
По подацима из 2011. године у општини је живело 70 становника, а густина насељености је износила 2,78 становника/km². Општина се простире на површини од 25,15 km². Налази се на средњој надморској висини од 708 метара (максималној 1.521 m, а минималној 655 m).

## Демографија
| 1962. | 1968. | 1975. | 1982. | 1990. | 1999. | 2011. |
| ----- | ----- | ----- | ----- | ----- | ----- | ----- |
| 87    | 93    | 85    | 69    | 59    | 73    | 70    |

График промене броја становника у току последњих година